# Partyzancka Armia Tupac Katari
Partyzancka Armia Tupac Katari (hiszp. Ejército Guerrillero Túpac Katari, EGTK) – boliwijska organizacja terrorystyczna. 

## Nazwa
Grupa jako patrona obrała Túpaca Katari będącego liderem indiańskiego powstania z XVIII wieku.

## Historia
Utworzona w 1991 roku. Była ruchem indiańskim. W kwietniu 1992 roku EGTK została niemal całkowicie rozbita przez siły rządowe. Grupa miała na koncie około 40 ataków (w tym zamachów bombowych) na terenie Boliwii.
Członkiem EGTK był wiceprezydent Boliwii Álvaro García Linera.

## Powiązania zagraniczne
Według boliwijskiego wywiadu współpracowała z peruwiańską organizacją Świetlisty Szlak.

## Ideologia
Była grupą maoistowską. Celem EGTK było utworzenie w Boliwii rządu indiańskiego.